# Графство Ампурьяс
Графство Ампурьяс (Ампуриас, Эмпуриас; кат. Comtat d'Empúries, исп. Condado de Ampurias, фр. Comté d'Empúries) — средневековое каталонское графство, существовавшее на берегу Средиземного моря с VIII века. Поначалу находилось в номинальной зависимости от Франкского государства, затем — от Западно-Франкского королевства. С конца IX до середины XI века правители Ампурьяса обладали фактической независимостью.

## История
В 785 году франки отвоевали у мавров города Ампурьяс и Перелада, которые оказались включены в созданное тогда графство Жерона (в составе Испанской марки). В подчинении жеронских графов эти области оставались до 810-х годов. В 813 году впервые упоминается граф Ампурьяса Эрменгер, который правил до 817 года, после чего графство Ампурьяс было передано графу Руссильона Госельму. В 828 году Госельм получил также графства Разес и Конфлан. После того, как его брат, Бернар Септиманский (ум.), в 829 году отправился к франкскому двору, Госельм стал наместником брата в его владениях Септимании и стал пользоваться титулом «маркиз Готии». Но в 831 году Госельм принял участие в восстании короля Аквитании Пипина I и Бернара Септиманского против императора Людовика. Против восставших выступил граф Тулузы Беренгер I (ум. 835), оставшийся верным императору. Он захватил в начале 832 года Руссильон, Разес и Конфлан. В итоге осенью Бернар и Пипин были вынуждены явиться на суд императора. Пипин был лишен своего королевства, переданного Карлу, и отправлен в заключение в Трир, а Бернар был лишен своих владений в Септимании, переданных Беренгеру. Госельм также лишился владений, однако какое-то время сохранял за собой Ампурьяс. Руссильон же оказался в управлении Беренгера. Но уже в 834 году Госельм снова завладел Руссильоном, но вскоре был захвачен в плен в битве около Шалона и казнён.
Ампурьяс в итоге достался Сунийе I, родоначальнику Ампурьясской династии, который в средневековых генеалогиях традиционно считался сыном Белло, графа Каркассона, однако некоторые современные исследователи сомневаются в этом. В 844 году Сунийе также получил графство Руссильон. Однако в 848 году Гильом, сын Бернара Септиманского, союзник короля Аквитании Пипина II, присоединивший Руссильон к своим владениям Сунийе при этом вероятно погиб. В 849 году в Аквитанию вторгся король Западно-франкского королевства Карл II Лысый, в результате чего Гильом погиб в 850 году. Новым графом Руссильона был назначен Алеран (Аледрам) (ум. 852), граф Труа, получивший также Ампуриас и Барселону. Барселона, Ампурьяс и Руссильон оставались объединены и при нескольких преемниках погибшего в 852 году Алерана: Одальрике, Гумфриде (Онфруа).
В 862 году Ампурьяс был передан двум сыновьям покойного графа Сунийе I, Сунийе II и Деле. После смерти в 879 году короля Людовика II Заики государство Каролингов приблизилось к своему окончательному распаду. В конце IX — начале X века владельцы большинства французских графств стали наследственными и суверенными правителями, признававшими власть короля только формально. По мере ослабления королевской власти самостоятельность графов усиливалась и к концу IX века власть графов Ампурьяса стала наследственной.

## Графство под управлением Ампурьясской династии
В 896 году умер Миро Старый, граф Руссильона и Кофлана, не оставивший детей. Руссильон унаследовал Сунийе II, ставший после смерти брата около 894 года единовластным правителем Ампурьяса. В результате Руссильон оказался объединён с Ампурьясом до конца X века. Однако Сунийе унаследовал не всё графство. Верхний Руссильон, Конфлан и большая часть Валлеспира перешли к племяннику Миро I, Миро II, графу Сердани. В руках Сунийе оказалась прибрежная часть Руссильона и часть Валлеспира. Столицей объединённого графства первоначально был город Ампурьяс.
После смерти Сунийе II графство перешло к его двум сыновьям — Бенсио (ум. 916) и Госберт (ум. 931), но после неожиданной смерти Бенсио уже в 916 году Госберт стал править единолично. Его сын Госфред I значительно укрепил власть рода. Из-за участившихся нападений норманнских и арабских пиратов он перенёс столицу графства в Кастельон-де-Ампуриас. Но окончательно это произошло в 1078 году.
После смерти Госфреда I его сыновья, нарушая завещание отца, разделили графство. Уго I получил Ампуриас, а Гислаберт I — Руссильон. Потомки Уго I управляли в Ампурьясе до 1322 года. В 1064 году граф Понс I принёс вассальную присягу графу Барселоны. При этом большое влияние в графстве имели епископы Жероны, а также сеньоры Перелады, родоначальником которых был Беренгер, один из сыновей графа Понса I. Это привело к увеличению вассальной зависимости от Барселоны, подтверждённой вассальными договорами в 1123 и 1138 годах.
После смерти в 1322 году графа Понса VI Ампурьяс достался его родственнику Уго Фолку I де Кардона, который в 1325 году обменял графство на баронство Пеге и город Ксало арагонскому инфанту Педро (Пере) I, графу Рибагорсы, сыну короля Арагона Хайме II.
Однако в 1341 году Пере обменял Ампурьяс своему брату Рамону Беренгеру на графство Прадес. Потомки Рамона Беренгера управляли графством до 1402 года, кроме периода 1386—1387 годов, когда король Арагона Педро IV Церемонный конфисковал графство из-за участия графа Хуана I в восстании против короля. Но после смерти короля Хуану удалось вернуть себе владения. При этом король Педро IV в 1351 году создал герцогство Жирона для своего наследника, в состав которого вошла и часть Ампурьяса.
После смерти в 1401/1402 году Пере III, не оставившего детей, наследницей согласно завещанию должна была стать его жена, Жанна де Рокаберти-и-де-Фенноллет, а также её брат, виконт Жоффруа VI де Рокаберти. Однако король Арагона Мартин I отказался утвердить виконтов Рокаберти графами Ампурьяса и в 1402 году присоединил графство к коронным владениям. Сын Жоффруа, виконт Далмау VIII пытался претендовать на графство до 1418 года, когда король Альфонсо V смог добиться отказа виконта на Ампурьяс в обмен на некоторые территориальные уступки.

### Ампурьяс в составе арагонской (затем испанской) короны
В 1436 году король Альфонсо V передал титул графа Ампурьяса своему брату Энрике I, герцогу де Вилена, но после его смерти в 1445 году титул опять вернулся к нему, поскольку наследник Энрике, Энрике II, родился уже после смерти отца. Только после смерти Альфонсо в 1458 году Энрике II получил титул графа Ампурьяса, а в 1476 году он был сделан герцогом де Сегорбе.
После угасания рода герцогов Сегорбе титул графа Ампурьяса посредством брака перешёл к герцогам Мединасели, которые сохраняют его и до настоящего времени. По состоянию на 2012 год графом Ампурьяс и герцогом Сегорбе является третий сын 18-й герцогини Мединасели, который состоит в браке с принцессой Браганса-Орлеанской — двоюродной сестрой короля Хуана Карлоса.

## Список графов Ампурьяса

### Каролингские графы
- до 813—817: Эрменгер (ум. ок. 817), граф Ампурьяса с до 813
- 817—832: Госельм (ум. 834), граф Руссильона 801—832, граф Ампурьяса 817—832, граф Разеса и Конфлана 828—832, маркиз Готии 829—832
- 832—834: Беренгер Тулузский (ок. 790/795—835), маркграф Тулузы с 816, граф Пальярса и Рибагорсы 816—833, граф Барселоны, Жероны, Бесалу и маркиз Септимании с 832, граф Ампурьяса и Руссильона 832—834
- 834—848: Сунийе I (ум. 848), граф Ампурьяса с 834, Руссильона с 844
- 848—850: Гильом I (826—850), граф Тулузы с 844, граф Барселоны, Ампурьяса, Руссильона, Конфлана, Разеса и маркиз Септимании с 848
- 850—852: Алеран (Аледрам) (ум. 852), граф де Труа с 820, граф Барселоны, Нарбонны, Ампурьяса и Руссильона с 850, маркиз Готии с 849
- 852—857/858: Одальрик (ум. 859), маркиз Готии, граф Барселоны, Жероны, Ампурьяса и Руссильона с 852
- 857/858—862: Гумфрид (Онфруа) (ум. после 876), граф Бона 856—863, Отёна, Шалона, Макона 858—863, маркиз Бургундии 858—863, Готии 858—864, граф Барселоны и Нарбонны 857/858 — 864, граф Ампурьяса 857/858—862, Руссильона, Жероны и Бесалу 857/858 — 864, граф Тулузы и Руэрга 863—864, Лиможа 862—862, граф в Цюрихгау в 872—876

### Наследственные графы
Ампурьясская династия
- 862—915: Сунийе II (ум. 915), граф Ампурьяса с 862, граф Руссильона с 896, сын Сунийе I
- 862— ок. 894: Дела (ум. ок. 894), граф Ампурьяса с 862, брат предыдущего
- 915—916: Бенсио (ум. 916), граф Ампурьяса и Руссильона с 915, сын Сунийе II
- 916— после 931: Госберт (ум. после 931), граф Ампурьяса и Руссильона с 916, в 915—916 — соправитель Бенсио, брат предыдущего
- после 931 — после 991: Госфред I (ум. после 991), граф Ампурьяса и Руссильона с после 931, сын предыдущего
- после 991 — после 1040: Уго I (ум. после 1040), граф Ампурьяса с после 991, сын предыдущего
- после 1040 — после 1078: Понс I (ум. после 1078), граф Ампурьяса с после 1040, сын предыдущего
- после 1078 — после 1116: Уго II (ум. после 1116), граф Ампурьяса с после 1078, сын предыдущего
- после 1116 — после 1154: Понс II (ум. после 1154), граф Ампурьяса с после 1116, сын предыдущего
- после 1154 — после 1173: Уго III (ум. после 1173), граф Ампурьяса с после 1154, сын предыдущего
- после 1173 — после 1200: Понс III (ум. после 1200), граф Ампурьяса с после 1173, сын предыдущего
- после 1200—1230: Уго IV (ум. 1230), граф Ампурьяса с после 1200, сын предыдущего
- 1230 — 1269: Понс IV (ум. 1269), граф Ампурьяса с 1230, сын предыдущего
- 1269 — 1277: Уго V (ум. 1277), граф Ампурьяса с 1269, сын предыдущего
- 1277 — 1313: Понс V (ум. 1313), граф Ампурьяса с 1277, виконт де Бас с 1280, сын предыдущего
- 1313 — 1322: Понс VI (ум. 1322), граф Ампурьяса и виконт де Бас с 1313, сын предыдущего

Династия Кардона
- 1322—1325: Уго VI (ум. 1334), граф Ампурьяса 1322—1325, виконт де Кардона 1322—1334, внук виконта Рамона Фолка V и Сибиллы, дочери графа Понса IV

Барселонский дом
- 1325—1341: Педро (Пере) I Арагонский (1305—1381), граф Рибагорсы с 1322 (Пере IV), Ампурьяса (Пере I) 1325—1341, Прадеса (Педро I) с 1344, сеньор Гандии (Педро I) 1323—1359, сын короля Арагона Хайме II.
- 1341—1364: Рамон Беренгер (1308 — после 1366), граф де Прадес и барон д’Энтенса 1324—1341, граф Ампурьяса 1341—1364, брат предыдущего
- 1364—1386: Хуан I (1338—1398), граф Ампурьяса 1364—1386, 1387—1398, сын предыдущего
- 1386—1387: Педро (Пере) II Арагонский (1319—1387), граф Барселоны (Педро III), король Арагона (Педро IV), Валенсии (Педро II), Сардинии (Педро I), титулярный король Корсики (Педро I) с 1336, король Мальорки (Педро I) с 1343, граф Руссильона и Серданьи с 1344, герцог Афин и Неопатрии (Педро I) с 1381, граф Ампурьяса с 1386
- 1387—1398: Хуан I (вторично)
- 1398—1401: Хуан II (1375—1401), граф Ампурьяса с 1398, сын предыдущего
- 1401—1401/1402: Пере III (ум. 1401/1402), граф Ампурьяса с 1401, брат предыдущего
жена: Жанна де Рокаберти-и-де-Фенноллет, графиня Ампурьяса в 1402, дочь Фелипе Далмау I, виконта де Рокаберти

### Графы Ампурьяса в составе Арагона (позже Испании)
Барселонский дом
- 1402—1410: Мартин I Гуманист (1356—1410), герцог Монблана 1387—1396, граф Барселоны, король Арагона, Валенсии, Мальорки и Сардинии, титулярный король Корсики с 1396, король Сицилии с 1409, граф Ампурьяса 1402, 1407—1410
- 1402—1406: Мария де Луна (1357—1406), королева Арагона с 1396, графиня Ампурьяса с 1402, жена предыдущего
- 1406—1410: Мартин I Гуманист (вторично)

Династия Трастамара
- 1412—1416: Фердинанд (Ферран) I (1380—1416), граф Барселоны, Руссильона, Сердани и Ампурьяса, король Арагона, Валенсии, Мальорки, Сицилии (Фердинанд III) и Сардинии, титулярный король Корсики, титулярный герцог Афин и Неопатрии с 1412, регент Кастилии с 1406, племянник предыдущего
- 1416—1436: Альфонсо Великодушный (1396—1458), принц Жироны 1412—1416, граф Барселоны (Альфонсо IV), король Арагона (Альфонсо V), Валенсии (Альфонсо III), Сицилии (Альфонсо I), Мальорки (Альфонсо II), Сардинии (Альфонс II), король Неаполя (Альфонсо I) с 1442, граф Ампурьяса 1416—1436, 1445—1458, сын предыдущего
- 1436—1445: Энрике I (1396—1458), граф де Альбуркерке с 1418, герцог де Вилена с 1420, граф Ампурьяса с 1436, брат предыдущего
- 1445—1458: Альфонсо Великодушный (вторично)
- 1458—1522: Энрике II (1445—1522), граф Ампурьяса с 1458, граф де Сегорбе 1458—1476, герцог де Сегорбе 1476—1489, сын Энрике I
- 1522—1562: Альфонсо II (1489—1562), граф Ампурьяса с 1522, герцог де Сегорбе с 1489, сын предыдущего
- 1562—1572: Френсис (1539—1572), граф Ампурьяса и герцог де Сегорбе с 1562, герцог де Кардона, граф Прадес и маркиз Палларс-Хуссы с 1563, сын предыдущего
- 1572—1608: Хуанна (1543—1608), графиня Ампурьяса и Прадеса, герцогиня де Сегорбе де Кардона, маркиза Палларс-Хуссы с 1572, сестра предыдущего
- 1608—1640: Энрике III (1588—1640), граф Ампурьяса и Прадеса, герцог де Сегорбе с 1608, вице-король Каталонии 1630—1632, 1633—1638, 1640, внук предыдущей
- 1640—1670: Луис (1608—1670), граф Ампурьяса и Прадеса, герцог де Сегорбе с 1640, сын предыдущего
- 1670: Иоахим (1667—1670), граф Ампурьяса и Прадеса, герцог де Сегорбе с 1670, сын предыдущего
- 1670—1690: Пере IV (1611—1690), граф Ампурьяса и Прадеса, герцог де Сегорбе с 1670, вице-король Каталонии 1642—1644, сын Энрике III
- 1690—1697: Екатерина (1635—1697), графиня Ампурьяса и Прадеса, герцогиня де Сегорбе с 1690, дочь предыдущего
муж: Хуан Франсиско Томас де Ла Серда-и-Энрикес Афан де Рибера, 8-й герцог Мединасели

Династия де Ла Серда
- 1697—1711: Луис Франсиско де Ла Серда-и-Арагон, 9-й герцог Мединасели, сын предыдущей

Династия Фернандес де Кордоба
- 1711—1739: Николас Фернандес де Кордоба-и-де ла Серда, 10-й герцог Мединасели, племянник предыдущего
- 1739—1768: Луис Фернандес де Кордоба-и-Спинола, 11-й герцог Мединасели, сын предыдущего
- 1768—1789: Педро де Алькантара Фернандес де Кордоба-и-Монкада, 12-й герцог Мединасели, сын предыдущего
- 1789—1806: Луис Мария Фернандес де Кордова-и-Гонзага, 13-й герцог Мединасели, сын предыдущего
- 1806—1840: Луис Иоахим Фернандес де Кордоба-и-Бенавидес, 14-й герцог Мединасели, сын предыдущего
- 1840—1873: Луис Томас Фернандес де Кордоба-и-Понсе де Леон, 15-й герцог Мединасели, сын предыдущего
- 1873—1879: Луис Мария Фернандес де Кордоба-и-Перес де Баррадас, 16-й герцог Мединасели, сын предыдущего
- 1880—1956: Луис Хесус Мария Фернандес де Кордоба-и-Силаберт, 17-й герцог Мединасели, посмертный сын предыдущего
- 1956—1987: Мария Виктория Евгения Фернандес де Кордоба-и-Фернандес де Энестроза, 18-я герцогиня Мединасели, дочь предыдущего

Династия Медина
- 1987—2006: Игнасио де Медина-и-Фернандес де Кордоба, сын предыдущей, 20-й герцог де Сегорбе (1969—1987)
- С 2006: Сол Мария де Ла Бланка де Медина Орлеан Браганса, дочь предыдущего